# Eretmocerus clauseni
Eretmocerus clauseni är en stekelart som beskrevs av Compere 1936. Eretmocerus clauseni ingår i släktet Eretmocerus och familjen växtlussteklar.
Artens utbredningsområde är El Salvador. Inga underarter finns listade i Catalogue of Life.